# John, Paul, George, Ringo ... and Bert
John, Paul, George, Ringo ... and Bert è un musical del 1974 di Willy Russell basato sulla storia del gruppo musicale britannico The Beatles.
Debuttò all'Everyman Theatre di Liverpool nel maggio 1974 dove restò in cartellone per otto settimane per poi trasferirsi al Lyric Theatre di Londra nell'agosto 1974, dove restò in scena per un anno ricevendo anche una nomination nella categoria "Best Musical of 1974" agli Evening Standard Theatre Awards. Il musical è costituito da canzoni dei Beatles reinterpretate da Barbara Dickson.
Nel 1985 venne messo in scena per poco tempo anche negli Stati Uniti.

## Cast
- Bert Berns: George Costigan
- John Lennon: Bernard Hill
- Paul McCartney: Trevor Eve
- George Harrison: Philip Joseph
- Ringo Starr: Anthony Sher
- Brian Epstein: Robin Hooper
- Porter/Hilter/ospite al party: Nick Stringer
- Teddy Boy: Barry Woolgar
- Teddy Boy: Dick Haydon
- Teddy Boy: Ian Jentle
- Tiny Tina: Luan Peters
- Giornalista TV: Valerie Lilley
- Cantante e pianista: Barbara Dickson
- Musicisti: Robert Ash, Terry Canning

## Colonna sonora
L'album della colonna sonora del musical, prodotto da Ian Samwell, venne pubblicato dalla RSO Records.

### Tracce
- Tra parentesi gli esecutori del brano nel musical

Lato 1
- I Should Have Known Better (Barbara Dickson)
- Your Mother Should Know (Barbara Dickson)
- Ooee Boppa (Tiny Tina)
- With a Little Help from My Friends (Barbara Dickson)
- Penny Lane (Barbara Dickson)
- In the Bleak Midwinter (Barbara Dickson)
- Here Comes the Sun (Barbara Dickson) (in seguito sostituita da Good Day Sunshine)
- Long and Winding Road (Barbara Dickson)

Lato 2
- Clap and Cheer (The Cast)
- Help! (Barbara Dickson)
- Lucy in the Sky (Barbara Dickson)
- You Never Give Me Your Money/Carry That Weight (Barbara Dickson)
- We Can Work It Out (Barbara Dickson)
- I Will Be Your Love (Leroy Lover - Bert)
- A Day in the Life (Barbara Dickson)

### Formazione
- Barbara Dickson: tastiere e voce
- Pete Zorn: basso
- Dave Mattacks: batteria e percussioni
- Kevin Peek: chitarra
- Gerry Rafferty & Joe Egan: cori, voci aggiuntive
- Jimmy Horowitz & Ian Samwell: arrangiamenti
- Dennis Weinreich: tecnico del suono
- Ian Samwell: produzione

## Reazioni
Secondo quanto dichiarato in un'intervista da lui concessa alla rivista Creem, George Harrison disse di aver visto il musical insieme a Derek Taylor e di esserne rimasto molto insoddisfatto. Se ne andò prima della fine alla prima londinese e negò il permesso di utilizzare nel musical la sua canzone Here Comes the Sun, che di conseguenza dovette essere sostituita con Good Day Sunshine. Dopo che qualche spezzone del musical venne trasmesso dalla BBC Television, Paul McCartney criticò la sceneggiatura ritenendola palesemente a lui ostile e sbilanciata in favore di Lennon, obiettando nello specifico come lasciasse intendere che fosse stato McCartney e non Lennon il responsabile della separazione dei Beatles. Inoltre, McCartney mise il proprio veto alla proposta di una trasposizione cinematografica del musical.